# Konstantynów Łódzki
Konstantynów Łódzki este un oraș în Polonia.

## Personalități născute aici
- Jacek Izydor Fisiak (1936 - 2019), filolog, istoric.